# Eupithecia riparia
Eupithecia riparia är en fjärilsart som beskrevs av Herrich-Schäffer 1852. Eupithecia riparia ingår i släktet Eupithecia och familjen mätare. Inga underarter finns listade i Catalogue of Life.